# John D. Craddock
John Durrett Craddock, född 26 oktober 1881 i Munfordville i Kentucky, död 20 maj 1942 i Louisville i Kentucky, var en amerikansk politiker (republikan). Han var ledamot av USA:s representanthus 1929–1931.
Craddock efterträdde 1929 Henry D. Moorman som kongressledamot och efterträddes 1931 av Cap R. Carden.
Craddock är begravd i Munfordville i Kentucky.